# Карачарово (бывшее село, Москва)
Карача́рово — бывшее село, располагавшееся ранее в ближайшем Подмосковье на Рязанской дороге. Село было включено в состав подмосковного города Перово в 1938 году, а в 1960 году — в состав Москвы.

## Границы
Село располагалось южнее нынешней платформы «Карачарово» по обе стороны от современного Рязанского проспекта. Энциклопедия «Москва» определяет Карачарово как «местность, расположенную к югу от одноимённой платформы».
Кроме того сейчас обычно под Карачаровом понимают также территорию к северу от платформы «Карачарово», ограниченную тремя линиями железных дорог: Малым Кольцом Московской Железной Дороги, Казанским и Горьковским направлениями МЖД — ведь именно там располагается конечная автобусная станция «Карачарово», а также 1-я, 2-я и 3-я Карачаровские улицы и Карачаровское шоссе. Ранее на этой территории располагались посёлки Фрезер и Кавказ, а также Старый и Новый Карачаровский посёлки.

## Происхождение названия
Есть несколько версий происхождения названия села
- по официальной: от фамилии служилых людей Карачаровых, которые вели свою родословную Фёдора Карачарова, жившего во второй половине XV века тиуна (управителя) удельного князя Михаила Андреевича, князя верейского[3][4].

Также есть несколько популярных, но не очень правдоподобных версий:
- «кара за чары» — т.е название произошло от выселок, первое население которых составили жители Москвы, высланные сюда из-за приверженности к занятиям колдовством и знахарству.
- «кара за чару» — т.е название выселки получили из-за чрезмерного пристрастия местного населения к «зелёному змию», то есть к чарке. Хотя сомнительно, чтобы во времена, когда царские указы запрещали даже гнать «питухов» (пьяниц) из кабаков, кого-то могли выслать за пьянство из Москвы.
- от двух татарских слов «кара» и «чура», что по-русски означает «чёрный богатырь». Значительную часть населения села, действительно, составляли татары. Правда, большинство всегда было русским.

## История

### Село Карачарово
Карачарово — это древнее село, известное с XVI века. Первое упоминание о нём как о владении Спасо-Андроникова монастыря относится к 1571 году. Первоначально Карачарово раскинулось поблизости от нынешней железнодорожной станции «Новая» Казанской железной дороги, на высоком бугре у пруда Ключики (верховье реки Нищенки), который славился прозрачной родниковой водой. Здесь проходила старая Коломенская дорога, а неподалёку находился большой лесной массив. Жизнь карачаровцев была не очень спокойной, так как окрестный лес постепенно стал убежищем разбойничьих шаек, грабивших на Коломенской дороге. Из-за грабежей едущие в столицу стали сторониться этой дороги, предпочитая новую Коломенскую дорогу (ныне — Рязанский проспект), которая была проложена на другом, открытом месте.
После разорений Смутного времени Карачарово, которое в документах начала XVII века значится пустошью, отдали на «строение» царскому стольнику Василию И. Стрешневу. Боярин не только восстановил село с двором и церковью Трёх Святителей, но и основал на Рязанской дороге новую слободку Карачарово с 42 крестьянскими дворами и церковью иконы Пресвятой Богородицы «Знамение». В 1661 году боярин вернул Андроникову монастырю село и слободку. Впоследствии на месте села расположился монастырский двор с двумя садами, а слободка разрослась и стала новым селом Карачаровым.
В 1764 году село Карачарово перешло из монастырского в государственное ведомство.
В 1773—1776 годах здесь была выстроена каменная церковь во имя Живоначальной Троицы, которая сохранилась до нашего времени (Рязанский проспект, 3).
В те времена Карачарово представляло собой, скорее всего, большой постоялый двор. Торговая дорога предполагала наличие кабаков, ямщицких станций, ночлежек. С годами Карачарово росло, чему опять-таки способствовали его расположение на оживленном пути и близость к Москве. Крестьянская община интенсивно развивала огородничество: в основном, сажали картофель, а также специализировались на некоторых кустарных промыслах. Они вили шнуры и верёвки, вязали сетки для детских кроваток и гамаков. Наиболее искусные оплетали шнуры разноцветными шелками и делали мужские пояса с цветастыми кистями. Вся эта продукция находила сбыт на московских рынках. Крестьяне платили оброк Андроникову монастырю, а также отрабатывали барщину на покосных землях монастыря.
К 1884 году село располагало земским училищем, тремя овощными лавками, трактиром, ста дворами с населением 260 человек.

### Дачная местность
В конце XIX века Перово, Кусково, Вешняки и прилегающие к ним села начинают интенсивно застраиваться дачами. Этот процесс ускорился после прокладки путей Рязанской (ныне — Казанской) и Нижегородской (ныне — Горьковской) железных дорог. Особенно широкое строительство велось в районе Перова и Чухлинки (вместе — более 300 дач к началу XX века), но и в районе Карачарова имелось немало дач. Живописные ландшафты этой местности были очень притягательны для москвичей. Из-за близости к Москве и Перову к дачам уже в 1870-х был подведен водопровод, электричество. Понятно, что купить дачу в этом районе могли лишь обеспеченные люди. Тем не менее, строительство дач не прекращалось и было прервано только Октябрьской революцией. Ни одной дачи сейчас ни в Карачарово, ни в Перове не осталось — за время гражданской войны часть их была разобрана на дрова, а во время индустриализации все дачи были окончательно снесены.
В 1904 году село было повреждено крупным смерчем. В. А. Гиляровский писал в своих «Репортажах»:

Стоящие передо мной люди первые встретили смерч и спаслись случайно. Все они рисуют одну и ту же картину. Впереди, откуда пришёл смерч, широкое поле, за которым верстах в трёх село Карачарово и деревня Хохловка.

Несмотря на пасмурное утро, даль видна хорошо, и можно различить разрушенные дома Карачарова и колокольню без креста: его сорвало с частью купола.

### При Советской власти
Казалось, что Карачарово ожидает судьба многих подмосковных деревень, «оседлавших» дороги в столицу. К тому же, Рязанская дорога оставалась одной из самых оживлённых. С конца весны и до первого снега, с рассвета и до темноты по ней грохотали крестьянские телеги на кованых колесах. В Москву везли овёс, сено, а из более южных районов — овощи, ягоды, яблоки. В городе закупались преимущественно удобрения для полей, предметы быта. Не уменьшался грузопоток и зимой — столицу снабжали рыбой (нередко с самого Каспия), другой снедью из дальних деревень, которую хотели продать подороже. Большим спросом у московских дворников пользовались мётлы.
После Октябрьской революции, как и в других сёлах России, согласно Декрету о земле был произведен передел земли с расчетом на каждого едока. Одновременно происходила ликвидация помещичьих угодий и раздел их между крестьянами. 11 июня 1918 года ВЦИК принял Декрет, на основании которого повсеместно были созданы волостные и сельские комитеты бедноты. Они стали опорными пунктами диктатуры пролетариата в деревне и упрочили позиции Советской власти в деревне. Однако и в первые годы после Октября экономика села Карачарово мало изменилась. По-прежнему владельцы огородов выращивали овощи и картофель, сбывая их на рынках Москвы, а кустари занимались своим промыслом. Свои же земельные наделы они сдавали в аренду огородникам.
Но летом 1918 года, с началом гражданской войны, положение в стране резко изменилось. Тяготы и лишения не обошли и подмосковные села. Москва испытывала острую нужду в продовольствии и топливе. Поэтому Московский совет и Московский комитет партии постановили формировать из рабочих «лесные дружины» для рубки дров и доставки их в Москву. Одним из таких отрядов был вырублен большой Карачаровский Баулин лес, ещё оставшийся от огромного лесного массива. По-видимости, часть дач была разобрана одним из таких отрядов.

### Рост промышленности
Ещё в 1901 году неподалёку от Карачарова были основаны «Перовские вагонные мастерские» (позже это «Московский локомотиворемонтный завод»), ставшие впоследствии одним из основных промышленных предприятий района (Перовское шоссе, 43).
После гражданской войны и послевоенной разрухи советским правительством был принят курс на коллективизацию и индустриализацию. Первая пятилетка и коллективизация сельского хозяйства в корне изменила жизнь карачаровцев. В конце 1929 года в селе возник колхоз «Красная Победа». Правда, просуществовать ему удалось лишь до 1931 года. В связи с проведением программы индустриализации для строительства заводов и фабрик понадобились земли, и земельные угодья колхоза «Красная Победа» были отведены под строительство промышленных объектов. Первыми в Карачарове строятся завод «Фрезер» (позднее «Энергофрезер»), специализирующийся на производстве металлорежущих станков, и завод «Стальмост» (ныне — завод «Станкоагрегат»). Земля отводилась не только под заводы, но и под заводские жилые дома, помещения для строителей. В 1938 году в начале нынешнего Перовского шоссе была организована складская база «Карачарово», ныне являющаяся частью системы «Главснаб».

### В составе Перово, а затем Москвы

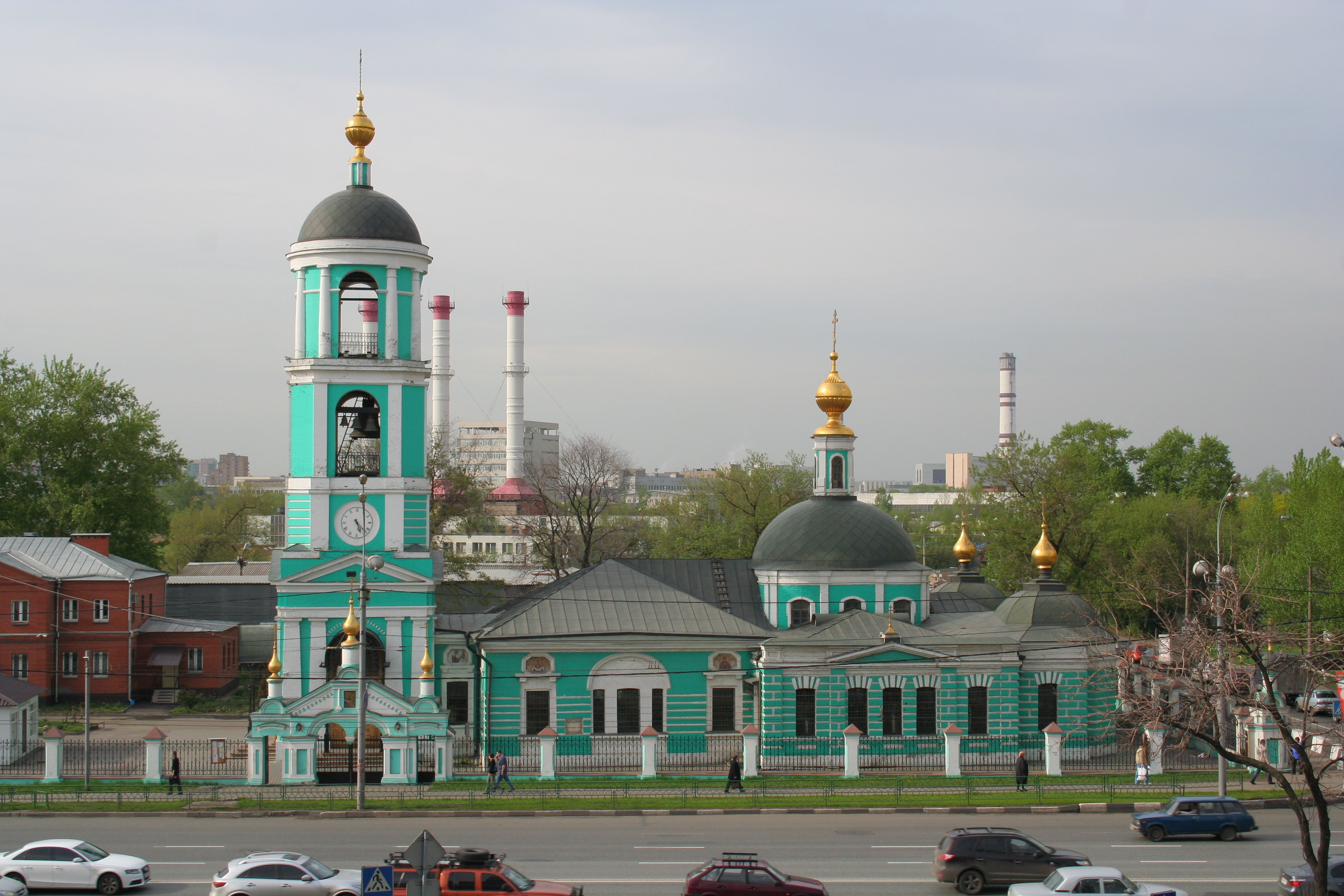
Церковь Живоначальной Троицы в Карачарове

В 1938 году село Карачарово вошло в черту подмосковного города Перово.
В 1948 году было принято решение о создании в Карачарове мастерских, поставляющих металлоконструкции для строящегося высотного здания МГУ. Шпиль со звездой на здании МГУ, а также первые лифты Московского Университета были построены в этих мастерских, в 1950 году получивших название «Карачаровский механический завод» (КМЗ). Металлоконструкции из стали и алюминия, изготовленные на заводе, использовались при строительстве и отделке таких уникальных зданий, как: Кремлёвский дворец съездов, Останкинский телецентр, цирк на проспекте Вернадского, кинотеатры «Пушкинский», «Октябрь», «Мир», Третьяковская галерея, мемориал на Поклонной горе, чаша для олимпийского огня, установленная на стадионе «Лужники» к Олимпиаде-80, — также изготовлены на КМЗ.
При этом территория к северу от Горьковской железной дороги и платформы «Карачарово» уже к 1950 году была включена в состав Москвы. 8 мая 1950 года здесь, в бывшем Старом и Новом Карачаровском посёлках три улицы были названы по расположенному рядом селу Карачарову: 1-я, 2-я и 3-я Карачаровские улицы.
А само село Карачарово вошло в черту Москвы только в 1960 году в составе города Перово. Позже территория села была застроена.
В 1964 году путём объединения улицы Карачарово (главной улицы бывшего села) и Рязанского шоссе был образован Рязанский проспект.

## Современное состояние
От села сохранилась только Церковь Троицы Живоначальной в Карачарове.
Сейчас территория бывшего села входит в московский район «Нижегородский», а также исторический район Карачарово. О бывшем селе напоминают названия исторического района Москвы, Карачаровского путепровода, Карачаровского шоссе, 1-й, 2-й и 3-й Карачаровских улиц, 1-го и 2-го Карачаровского проездов, а также Карачаровского механического завода.